# Hans Lewy
Hans Lewy   (Breslau, 20 d'octubre de 1904 - Berkeley, 23 d'agost de 1988) va ser un matemàtic nord-americà d'origen alemany conegut pel seu treball en equacions de derivades parcials.
Va néixer a Breslau, Alemanya (ara Wrocław, Polònia). Va ser guardonat amb el Premi Wolf en Matemàtiques el 1986.

## Publicacions Rellevants
- Lewy, Hans «A priori limitations for Monge-Ampère equations». Trans. Amer. Math. Soc., 37, 1935, pàg. 417–434. DOI: 10.1090/s0002-9947-1935-1501794-9.
- Lewy, Hans «On the non-vanishing of the Jacobian in certain one-to-one mappings». Bull. Amer. Math. Soc., 42, 1936, pàg. 689–692. DOI: 10.1090/s0002-9904-1936-06397-4.
- Lewy, Hans «Generalized integrals and differential equations». Proc Natl Acad Sci U S A, 22, 6, 1936, pàg. 377–381. DOI: 10.1073/pnas.22.6.377. PMC: 1076784. PMID: 16588088.
- Lewy, Hans «A priori limitations for Monge-Ampère equations. II». Trans. Amer. Math. Soc., 41, 1937, pàg. 365–374. DOI: 10.1090/s0002-9947-1937-1501906-9.
- Lewy, Hans «On the existence of a closed convex surface realizing a given Riemannian metric». Proc Natl Acad Sci U S A, 24, 2, 1938, pàg. 104–106. DOI: 10.1073/pnas.24.2.104. PMC: 1077039. PMID: 16588189.
- Lewy, Hans «Generalized integrals and differential equations». Trans. Amer. Math. Soc., 43, 1938, pàg. 437–464. DOI: 10.1090/s0002-9947-1938-1501953-8.
- Lewy, Hans «On differential geometry in the large. I. Minkowski's problem». Trans. Amer. Math. Soc., 43, 1938, pàg. 258–270. DOI: 10.1090/s0002-9947-1938-1501942-3.
- Lewy, Hans; Green, John Willie. Aspects of the Calculus of Variations.  Berkeley: U. of California Press, 1939.[2]
- Lewy, Hans «Water waves on sloping beaches». Bull. Amer. Math. Soc., 52, 1946, pàg. 737–775. DOI: 10.1090/s0002-9904-1946-08643-7.
- Lewy, Hans «On the boundary behavior of minimal surfaces». Proc Natl Acad Sci U S A, 37, 2, 1951, pàg. 103–110. DOI: 10.1073/pnas.37.2.103. PMC: 1063312. PMID: 16578356.
- Lewy, Hans «A note on harmonic functions and a hydrodynamical application». Proc. Amer. Math. Soc., 3, 1952, pàg. 111–113. DOI: 10.1090/s0002-9939-1952-0049399-9.
- Lewy, Hans «On the reflection laws of second order differential equations in two independent variables». Bull. Amer. Math. Soc., 65, 1959, pàg. 37–58. DOI: 10.1090/s0002-9904-1959-10270-6.